# Eviota dorsopurpurea
Eviota dorsopurpurea, tên thông thường là purple dwarfgoby, là một loài cá biển thuộc chi Eviota trong họ Cá bống trắng. Loài này được mô tả lần đầu tiên vào năm 2011.

## Từ nguyên
Từ dorsopurpurea trong danh pháp của E. dorsopurpurea được ghép từ 2 âm tiết theo tiếng Latinh: dorsum ("vùng lưng") và purpura ("màu tím"), ám chỉ dải màu tím ở vùng lưng, phía trên đường bên của loài cá này.

## Phạm vi phân bố và môi trường sống
E. dorsopurpurea được tìm thấy ở vịnh Milne và vùng biển bao quanh đảo Normanby (thuộc quần đảo D'Entrecasteaux, Papua New Guinea). Mẫu vật của E. dorsopurpurea được thu thập gần các rạn san hô ở độ sâu 26 m.

## Mô tả
Chiều dài cơ thể tối đa được ghi nhận ở E. dorsopurpurea là 2,6 cm. Màu đen tuyền bao phủ toàn bộ phần thân dưới, từ mõm băng ngang qua mắt, trải dài đến gốc vây đuôi, ngoại trừ vùng dưới đầu và bụng là màu trắng (cũng có chút màu tím). Đĩnh mõm, gáy và lưng được phủ một dải màu tím đặc trưng. Gai và tia của tất cả các vây sẫm màu hơn màng vây.
Số gai ở vây lưng: 7; Số tia vây ở vây lưng: 8 - 9; Số gai ở vây hậu môn: 1; Số tia vây ở vây hậu môn: 7 - 9; Số tia vây ở vây ngực: 15 - 17.